# Schuppenrindige Tanne
Die Schuppenrindige Tanne (Abies squamata) ist eine Pflanzenart aus der Gattung der Tannen (Abies) in der Familie der Kieferngewächse (Pinaceae). Sie kommt endemisch in den Gebirgen West-Chinas vor.

## Beschreibung

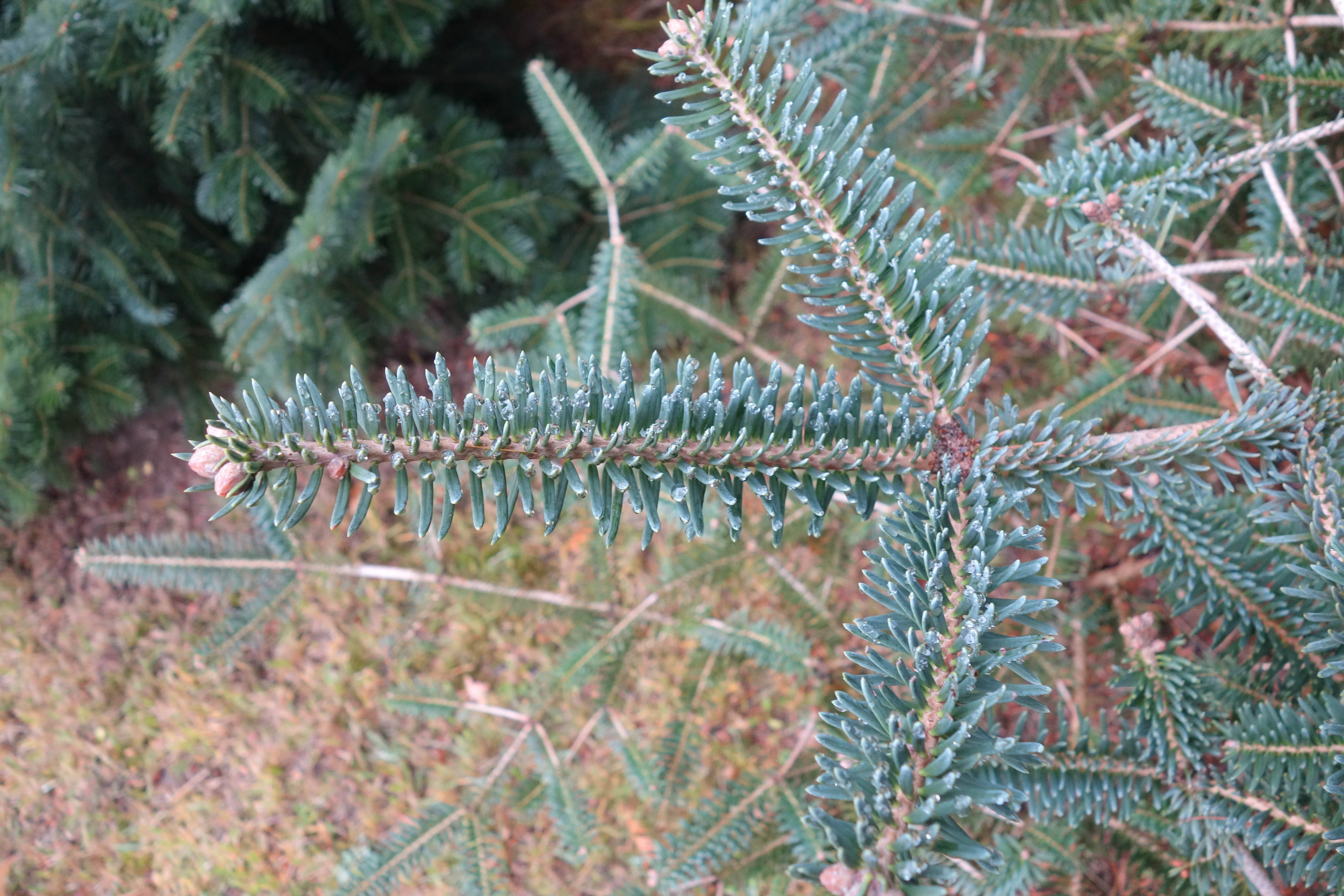
Zweig der Schuppenrindigen Tanne

Die Schuppenrindige Tanne wächst als immergrüner Baum, der Wuchshöhen von bis zu 40 Metern und Brusthöhendurchmesser von bis zu 1 Meter erreichen kann. Die Stammborke von Altbäumen ist in raue, quadratische Platten zerteilt. Die innere Rinde ist rot. Junge Bäume und die Äste von Altbäumen haben eine Borke, die sich in unregelmäßigen, papierartigen Schuppen ablöst. Die glatte oder behaarte Zweigrinde ist bei Jungbäumen anfangs braun, ab dem zweiten bis dritten Jahr bräunlich-grau gefärbt.
Die kugeligen Winterknospen sind harzig. Die geraden oder leicht gebogenen, spitzen oder stumpfen Nadeln werden 1,5 bis 3 Zentimeter lang und rund 2 Millimeter breit. Die Nadeloberseite ist dunkelgrün gefärbt. An der Nadelunterseite findet man zwei weiße Stomatabänder. Die Nadeln stehen in zwei Reihen dicht gedrängt an den Zweigen.
Die aufrecht stehenden, kurz-zylindrischen bis fast ovalen Zapfen werden 5 bis 8 Zentimeter lang und 2,5 bis 3,5 Zentimeter dick. Zur Reife sind sie violettbraun gefärbt. Die geflügelten, breit keilförmigen Samen werden rund 5 Millimeter groß. Der Samenflügel ist ungefähr gleich groß wie der Samen.

## Vorkommen
Das natürliche Verbreitungsgebiet der Schuppenrindigen Tanne liegt in China. Dort findet man sie in den Gebirgen des südlichen Gansu, des südlichen Qinghai, des westlichen und nördlichen Sichuan sowie im südöstlichen Xizang. Sie wächst in Höhenlagen von 3000 bis 4700 Metern.

## Systematik
Die Schuppenrindige Tanne wird innerhalb der Gattung der Tannen (Abies) der Sektion Pseudopicea sowie als einzige Art der Untersektion Squamatae zugeordnet. Die Erstbeschreibung durch Maxwell Tylden Masters erfolgte 1906 in The Gardeners’ Chronicle.

## Nutzung
Das Holz findet als Bau- und Möbelholz sowie zur Herstellung von Holzstoff Verwendung.

## Gefährdung und Schutz
In der Roten Liste der IUCN wird die Schuppenrindige Tanne als „gefährdet“ geführt. Es wird jedoch darauf hingewiesen, dass eine erneute Überprüfung der Gefährdung nötig ist. Als Hauptgefährdungsgründe werden der fortschreitende Einschlag zur Holzgewinnung sowie Lebensraumzerstörung genannt.